# Компасные растения
Ко́мпасные расте́ния — условное название некоторых растений, которые располагают свои листья плоскостью по меридиану, так что края (грани) их обращаются на север и юг, а плоскости на восток и запад. Среди таких растений, помогающих по положению листьев распознавать стороны света, наиболее известны: сильфиум (Silphium laciniatum), часто служившее в прошлом вместо компаса для охотников в североамериканских прериях, и латук компасный (Lactuca serriola), довольно обыкновенное растение, поселяющееся как сорное в российских огородах; оба эти растения принадлежат семейству Астровые. В Австралии компасным растением является эвкалипт.

## Особенности
Располагая свои листья по меридиану, «компасные растения» тем самым предохраняют их от слишком сильного нагревания и освещения и излишней траты воды, так как полуденные солнечные лучи падают тогда на острый край листа. При этом не происходит снижения фотосинтеза. Если вырастить эти растения в рассеянном свете, то они уже не располагают своих листьев по меридиану, следовательно, здесь, как и у других растений, известное расположение листьев обуславливается действием солнечных лучей.

## Галерея компасных растений

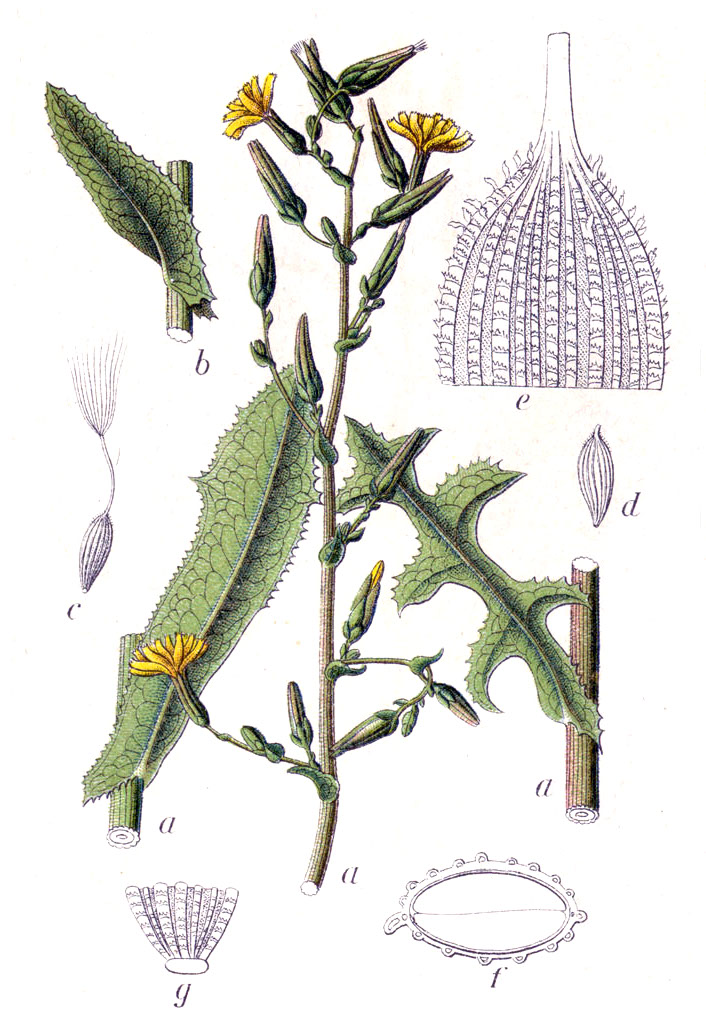
Дикий латук
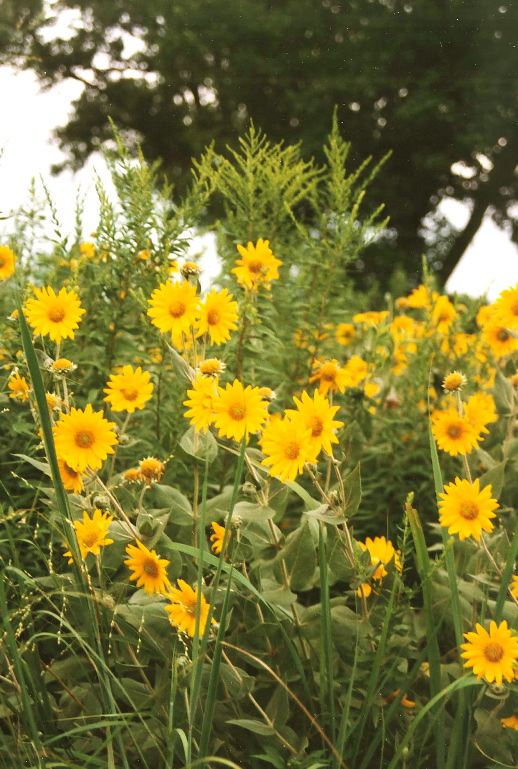
Сильфиум
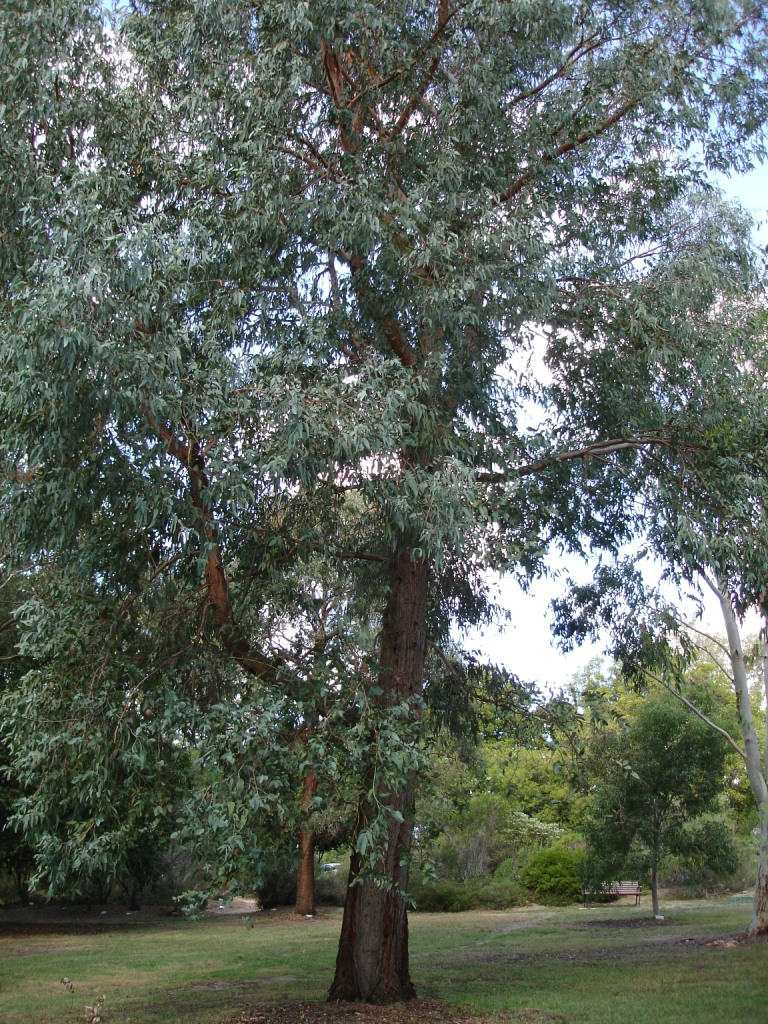
Эвкалипт